# Rudna gora
Rudna gora (njem. Erzgebirge, češ. Krušné Hory) je gorski prostor na granici Češke i Njemačke. Nalazi se između gora Krkonoše, Češka šuma i Fichtelgebirge te je dio Njemačkog sredogorja. Najviši vrh je Klínovec (njem. Keilberg) s 1244 m visine, a nalazi se u Karlovarskom kraju, Češka. Kao što joj ime govori, Rudna gora je vrlo bogata rudama. 
Kulturni krajolik Rudnih planina duboko je oblikovan u 800 godina gotovo kontinuiranog rudarstva, od 12. do 20. stoljeća, s iskapanjem, pionirskim sustavima upravljanja vodama, inovativnim mjestima za preradu i topljenje minerala, te rudarskim gradovima. Zbog toga je rudarsko područje Rudne gore upisano na UNESCO-ov popis mjesta svjetske baštine u Europi 2019. god.

## Zemljopisne odlike
Rudna gora je orogen nastao hercinskom orogenezom u paleozoiku (od prije ~390 do prije ~310 milijuna godina). Zbog toga gorje ima blage obronke s jedne (njemačke) strane i strme litice s druge (češke) strane. U tom razdoblju su se u njegovim dubinama odigravao metamorfizam pri kojemu su nastali škriljevac i gnajs s granulama plutona. Koncem paleozoika planine su erodirale u permijski masiv tvrdih stijena. U tercijaru tektonika ploča je prouzročila lom (disekciju) ovih stijena u neovisne planine koje su se uzdigle prema sjeverozapadu. U kasnom tercijaru vulkanizam je uzdigao brane bazalta i fonolita s mnogim venama ruda. Ostale prisutne vrste stijena su: filit, granit i riolit. 
Rudna gora se pruža u smjeru jugozapad-sjeveroistok i duga je oko 150 km, a u prosjeku široka oko 40 km. 
Istočne planine (Osterzgebirge) uglavnom obuhvaćaju velike, blago uzdižuće visoravni, za razliku od strmijih i viših ležećih zapadnih (Westerzgebirge) i središnjih područja (Mittelerzgebirge), a razdijeljene su riječne doline koje često mijenjaju smjer (Svatava, Rolava, Zwickauer Mulde, Freiberger Mulde, Rote Weißeritz, Müglitz i Gottleuba). Sami vrhovi planina tvore, u sva tri područja, niz visoravni i pojedinih brda. Najviša planina Rudne gore je Klínovec (njem. Keilberg) s 1.244 metara, a najviša nadmorska visina na saksonskoj strani je 1.215 metara visok Fichtelberg, koji je bio najviša planina u DR Njemačkoj. Tu je tridesetak vrhova viših od 1.000 m, ali nisu sve jasno definirani i većina ih se nalazi oko Klínovca i Fichtelberga. 
Klima viših regija Rudne gore je okarakterizirana kao izrazito oštra. Temperature su tijekom cijele godine znatno niže nego u nizinama, a ljeta su primjetno kraća, a česti su hladni dani. Prosječne godišnje temperature dosežu samo vrijednosti od 3 do 5 °C. Planinski lanac rasjeda koji se penje od sjeverozapada do jugoistoka omogućuje dugotraje kišne i snježne padaline, te stvara dvostruko više oborina (preko 1.100 mm) nego u nizinama. Povijesni izvori opisuju teške zime u kojima se stoka smrzla do smrti u svojim stajama, a povremeno su kuće i podrumi bili u snijegu čak i nakon snježnih padavina u travnju. Stanovništvo je redovito bilo odsječeno od vanjskog svijeta i Gornje Rudno gorje je zbog toga već u 18. stoljeću dobilo nadimak „Saski Sibir” (Sächsisches Sibirien).
Kao posljedica klime i velikih količina snijega u blizini Satzunga, na nešto ispod 900 m nadmorske visine, nastala je prirodna regija patuljastog planinskog bora.
Na njemačkoj strani gorja, područja viša od 500 metara nadmorske visine pripadaju prirodnom parku Erzgebirge/Vogtland koji se pruža u dužini od 120 km i najveći je svoje vrste na području Savezne Republike Njemačke. Istočna područja Erzgebirge nalaze se u sklopu zaštićenog pejzaža Osterzgebirge. Također i neka manja područja na njemačkoj i češkoj strani nalaze se pod državnom zaštitom. Osim toga, u nekim području gorskih grebena nalazi se i veći broj planinskih močvara koje se napajaju kišnicom. Mnoga od tih zaštićenih područja nude utočište rijetkim vrstama koja su posebno prilagođena ovom okruženju, kao što su različite vrste orhideja i encijana, mali ćuk, ali i manje rijetke kao što su sova ušara i crna roda.

## Kulturne odlike
Gorska priroda ovog gorja intenzivno je oblikovana čovjekovim djelovanjem počevši od prvog vala naseljavanja u srednjem vijeku, da bi danas predstavljala vrlo raznolik kulturni krajolik. Neka mjesta su naročito oblikovana dugotrajnim rudarstvom s brojnim deponijama, branama, jarcima, što je utjecalo na životno stanište brojnih biljaka i životinja.
U 15. stoljeću su pronađena značajna nalazišta srebra i kositra, što je bio pokretač tehnoloških inovacija, posebno u stoljeću od 1460. do 1560. god. Na obje strane Rudne gore pojavili su se zasebni rudarski pejzaži, koji su se odlikovali razmjenom tehničkog znanja, rudara i metalurga između Saske i Češke. O tomu svjedoči razna rudarska oprema i konstrukcije, iznad i ispod zemlje, koja predstavlja različita razdoblja eksploatacije, ali i pionirski sustavi upravljanja vodama, prometna infrastruktura, inovativna mjesta za preradu i topljenje rude, te rudarski gradovi koji su bili ekonomska, obrazovna, društvena i kulturna središta.
U 19. stoljeću se iskorištavaju ležišta ugljena, koja su temelj gospodarskog razvoja Češke i njemačke pokrajine Saske. Na Rudnoj gori je otvoren i prvi rudnik uranija u povijesti i ova regija je postala glavni svjetski proizvođač uranija. Danas se iskorištavaju uranij, kositar, cink i bakar. Tu su i značajni termalni izvori od kojih su najpoznatiji toplice Karlovy Vary, ispod planine, i Teplice-Šanov.
Stara izreka, ovdje skovana, da „sve dolazi iz rudnika“ (Alles kommt vom Bergwerk her!) odnosi se na mnoga područja života u regiji, od njenog krajolika, rukotvorina, industrije, živih tradicija i narodne umjetnosti. Posjetitelj to može prepoznati po uobičajenom svakodnevnom rudarskom pozdravu Glück Auf! koji se koristi u regiji. Rudna gora je poznata po različitim običajima u vrijeme Adventa i Božića, kao što su tradicionalna rudarska pučka umjetnost u obliku figura za pušenje (Räuchermann), božićnih piramida (Weihnachtspyramide), lučnih svijećnjaka (Schwibbogen), orašara, figura rudara i anđela, koji se svi koriste kao božićni ukrasi. Pored božićnih tržnica i ostalih manjih tradicionalnih i modernih pučkih festivala, Annaberger Kät najpoznatiji je i najveći festival Rudne gore. Pokrenuo ga je 1520. godine vojvoda Georg Bradati i od tada se održava svake godine u Annaberg-Buchholzu.
- Obelisk u Zwickau, Obertor - početak „Srebrnog puta” za turiste
- Rudnik za posjetitelje Markus Semmler Stolln, Bad Schlema
- Muzej tehnologije Frohnauer Hammer, primjer mlinova-kovačnica koje su izgrađene kao dio rudarske industrije.
- Najstarija njemačka topionica u Muldenhüttenu, blizu Freiberga.
- VEB rudnik Zinnerz u Altenbergu (1982.)